# Braga (kommun i Brasilien)
Braga är en kommun i Brasilien.   Den ligger i delstaten Rio Grande do Sul, i den södra delen av landet, 1 400 km söder om huvudstaden Brasília. Antalet invånare är 3 702. Arean är 129 kvadratkilometer.
Terrängen i Braga är platt åt sydost, men åt nordväst är den kuperad.
Trakten runt Braga består till största delen av jordbruksmark. Runt Braga är det ganska glesbefolkat, med 27 invånare per kvadratkilometer.